# Рафаель Лесмес
Рафаель Лесмес Бобед (ісп. Rafael Lesmes Bobed; нар. 9 листопада 1926, Сеута, Іспанія — пом. 8 жовтня 2012, Вальядолід, Іспанія) — іспанський футболіст, захисник.

## Клубна кар'єра
Лесмес народився в Сеуті. За 12 сезонів у Ла-Лізі виступав за «Реал Вальядолід» (1949-1952, 1960-1961) та «Реал Мадрид» (1952-1960), за останній з вище вказаних клубів зіграв у 163 матчах чемпіонату. Розпочав кар'єру в місцевому «Атлетику» з Тетуана (1945-1949), а пішов зі спорту в 1962 році, будучи гравцем «Вальядоліда». Єдиним голом у кар'єрі Лесмес відзначився 4 березня 1951 року, відкривши рахунок в матчі проти «Сельти», «Вальядолід» виграв з рахунком 3:1.
З «Реал Мадридом» Лесмес виграв п'ять поспіль Кубків європейських чемпіонів.

## Кар'єра в збірній
Лесмес був викликаний в збірну на Чемпіонат світу з футболу 1950, не зігравши до цього жодного матчу за Іспанію. Йому довелося чекати майже п'ять років, щоб дебютувати, однак, вийшовши на поле в товариському матчі з Францією 17 березня 1955 року в Мадриді, він не зміг завадити поразці команди з рахунком 1:2.
Другий й останній міжнародний матч Лесмес зіграв проти Північної Ірландії 15 жовтня 1958 року, в цьому товариському матчі Іспанія розгромила суперника з рахунком 6:2.

## Особисте життя
Старший брат Рафаеля, Франсиско Лесмес, був також футбольним захисником. Його часто називали Лесмес старший, коли він грав в одній команді зі своїм рідним братом протягом чотирьох сезонів, провів майже всю свою професіональну кар'єру з «Вальядолідом», також зігравши за збірну.
Рафаель помер у Вальядоліді 8 жовтня 2012 року, за місяць до свого 86-о дня народження.

## Досягнення
«Реал Мадрид»
- Ла-Ліга
  -  Чемпіон (4): 1953/54, 1954/55, 1956/57, 1957/58

- Кубок європейських чемпіонів
  -  Володар (5): 1955/56, 1956/57, 1957/58, 1958/59, 1959/60

- Латинський кубок
  -  Володар (2): 1955, 1957